# Голоса желаний
«Голоса желаний»(англ. Voices of Desire)  — фильм ужасов 1972 года режиссёра Чака Винсента, снятый им под псевдонимом Марк Убелл. Главные роли исполнили Сандра Пибоди, Гас Томас и Марлин Уиллоуби.

## Сюжет
Детектив Холланд вызывает Анну Рид, чтобы допросить её насчёт утверждений о том, что девушка была причастна к секте, члены которой либо убиты, либо покончили жизнь самоубийством. Анна погружается в серию воспоминаний.
Однажды ей звонят в городской телефонной будке, и она слышит голоса, зовущие её по имени. Это делает её одержимой. Позднее, дома, она испытывает сексуальное наслаждение, находясь в связи с кем-то невидимым.
Одержимость приводит её в особняк, где Анну соблазняет группа местных обитателей. Девушка пытается сбежать, но в конечном итоге свынуждена уступить.
После беседы с сыщиком Анна возвращается в город, где снова слышит голоса. Перед ней вновь распахивается дверь особняка, где её уже ждут члены омерзительного культа.

## В ролях
- Сандра Пибоди — Анна Рид
- Гас Томас — Гай Томас
- Марлин Уиллоуби — гуль
- Дэрби Ллойд Рэйнс[англ.] — блондинка
- Дэвид Кирк — детектив Холланд[1]

## Восприятие
Фильм получил преимущественно положительные отзывы. Луна Гатри в 2014 году отметила: «У этого фильма определённо есть стиль. По сегодняшним стандартам, „Голоса желания“ — определённо не порно, и, вероятно, чтобы получить удовольствие от просмотра, требуется быть человеком скорее сентиментальным, нежели сексуально возбуждённым… Это забавное, относительно эротическое наслаждение из давно затерянных анналов психоделики».
Майк Уайт в своей книге Cashiers du Cinemart пишет: «Первый полнометражный фильм Винсента представляет собой странный гибрид ужаса и секса, который иногда ошибочно принимают за порнографию… Кажется, его меньше интересует изображение эротического содержания, чем создание чувства беспокойства, и в нём намного больше „Карнавала душ“, чем „Глубокой глотки“. История женщины, медленно сходящей с ума под видом эротических ощущений, — это история, к которой Винсент нередко возвращался  позднее».
Преподаватель литературы и кино Нью-Йоркского университета  и Университете Иллинойса в Чикаго Дэвид Эндрюс отнёс фильм к разряду софткора.

## Релиз
«Голоса желаний» были выпущены на DVD компанией Something Weird Video.